# Papirus Oxyrhynchus 33
Papirus Oxyrhynchus 33 oznaczany jako P.Oxy.I 33 – rękopis zawierający listę umów zdeponowanych w archiwach miasta Oksyrynchos napisany w języku greckim. Papirus ten został odkryty przez Bernarda Grenfella i Arthura Hunta w 1897 roku w Oksyrynchos. Fragment jest datowany na koniec II wieku n.e. Przechowywany jest w Muzeum Brytyjskim (2435). Tekst został opublikowany przez Grenfella i Hunta w 1898 roku.
Manuskrypt został napisany na papirusie, na pojedynczej karcie. Rozmiary zachowanego fragmentu wynoszą 15 na 44,7 cm. Tekst jest napisany półuncjałą. Rękopis posiada kilka poprawek.